# George Wittenborn
George Wittenborn (* 13. Mai 1905 in Hamburg als Otto Gustav Ernst Wittenborn; † 15. Oktober 1974 in Scarsdale, US-Bundesstaat New York) war ein deutsch-amerikanischer Buchhändler und Verleger.

## Leben und Werk
George Wittenborn war Spross einer lokalen Buchhändler-Dynastie. Er verbrachte seine Lehrjahre im familieneigenen Betrieb in Altona. Ab 1927 war er in Karl Buchholz’ Buchhandlung in Berlin tätig, 1932 folgt ein Volontariat bei der Offizin Haag-Drugulin in Leipzig. Noch vor der Machtergreifung durch die Nationalsozialisten emigrierte Wittenborn 1933 nach Paris, wo er mit dem Buchhändler Ferdinand Ostertag den Buchladen Au Pont de l’Europe an der 17 Rue Vignon betrieb. In Paris heiratete er die englische Schriftstellerin und Übersetzerin Joyce Phillips. 1936 siedelte er nach New York über; er fand dort eine Anstellung bei der Buchhandelskette Brentano’s.
1939 eröffnete er mit seinem einstigen Mitarbeiter Heinz Schultz die Kunstbuchhandlung Wittenborn & Co. (ab 1946 Wittenborn, Schultz, Inc., ab 1954 George Wittenborn Inc.) an der 38 E 57th Street in Manhattan (ab 1956 1018 Madison Avenue). Wittenborn war auch als Verleger aktiv; zusammen mit dem Künstler Robert Motherwell lancierte er die Reihen Documents of Modern Art sowie Problems of Contemporary Art (beide gestaltet von Paul Rand), die einem englischsprachigen Publikum die Manifeste der kontinentalen Avantgarde in Übersetzung zugänglich machten. Daneben veranstaltete Wittenborn ab 1948 in seiner One-Wall-Gallery kleinere Ausstellungen mit europäischen Künstlern, so z. B. mit Gottfried Honegger, Gillo Dorfles, Bruno Munari, Piero Dorazio, Hans Haacke oder Karel Appel, und vertrieb Künstlerbücher, u. a. von Ed Ruscha, Lawrence Weiner und Dieter Roth.
Mit bis an sein selbstgewähltes Lebensende rastloser buchhändlerischer und verlegerischer Tätigkeit schuf Wittenborn im Dunstkreis seines New Yorker Buchladens eine Begegnungszone für Emigranten und amerikanische Intellektuelle. Seine Buchhandlung wurde zu einem inoffiziellen Treffpunkt der US-Kunstszene und bot eine wichtige Plattform für die transatlantische Rezeption der europäischen Kunst der Zwischen- und Nachkriegszeit.
Der Art Publishing Award der Art Libraries Society of North America wurde 1980 zu Ehren des Buchhändlers und Verlegers in George Wittenborn Award umbenannt und wird für herausragende kunsthistorische Publikationen vergeben.

## Publikationen im Verlag Wittenborn, Schultz (Auswahl)
- Alfredo Benavides Rodriguez: La Arquitectura en el Virreinato del Perú y en la Capitanía General de Chile. 1941.
- André Masson: Mythology of Being: A Poem, Eight Pen and Ink Drawings and a Frontispiece. 1942.
- John Rewald: Georges Seurat. 1943.
- Una E. Johnson: Ambroise Vollard Editeur, 1867–1939. An Appreciation and Catalogue. 1944.
- Wilhelm Reinhold Valentiner: Origins of Modern Sculpture. 1946.
- Claire Goll, Yvan Goll: Love Poems. With 8 Drawings by Marc Chagall. 1947.
- Albert Eugene Gallatin: Paintings by Gallatin. 1948.
- Jan Tschichold: Designing Books. Planning a Book. A Typographer’s Composition Rules. 58 Examples by the Author. 1951.
- Robert Motherwell, Aaron Siskind: Modern Artists in America. 1951.
- Paul Rand: Thoughts on Design. Réflexions sur l’art graphique. Reflexiones sobre il arte grafico. 1947.
- Victor Hammer: A Theory of Architecture. The Second Chapter from a Platonic Dialog. 1952.
- Thomas Howarth: Charles Rennie Mackintosh and the Modern Movement. 1953.
- Dorothy C. Shorr: The Christ Child in Devotional Images in Italy During the XIV century. 1954.
- Sigfried Giedion: A Decade of Contemporary Architecture. Dix ans d’architecture contemporaine. Ein Jahrzehnt moderner Architektur. 1954.
- Observations of … Michel Tapié. ed. by Paul and Esther Jenkins, 1956.
- Alice Muehsam: A Brief Survey of Art from the Middle Ages to the Twentieth Century for Students of German and Fine Arts. 1959 (German Readings, 2).
- The Sketchbook of Villard de Honnecourt. Hrsg. Theodore Bowie. 1959.
- Waldemar George: Hilaire Hiler and Structuralism. New Conception of Form-Color. 1960.
- Erwin Rosenthal: The Changing Concept of Reality in Art. 1962.
- Alvar Aalto. Ausstellung in der Akademie der Künste. Katalog: Herta Elisabeth Killy. 1963.
- Ruth Gurin: American Abstract Artists, 1933–1966. 1966.
- Walter J. Strachan: The Artist and the Book in France. The 20th Century livre d’artiste. 1969.

Documents of Modern Art (Herausgeber: Robert Motherwell)
- Guillaume Apollinaire: The Cubist Painters (Aesthetic Meditations). 1945 (Documents of Modern Art, 1)
- Piet Mondrian: Plastic Art and Pure Plastic Art 1937, and Other Essays 1941–1943. 1945 (Documents of Modern Art, 2)
- Laszlo Moholy-Nagy: The New Vision. Schultz, 1945 (Documents of Modern Art, 3)
- Louis H. Sullivan: Kindergarten Chats (rev. 1918) and other writings. Schultz, 1947 (Documents of Modern Art, 4)
- Wassily Kandinsky: Concerning the Spiritual in Art and Painting in Particular. Schultz, 1945 (Documents of Modern Art, 5)
- Jean (Hans) Arp: On My Way. Essays and Poems 1912–1947. Schultz, 1948 (Documents of Modern Art, 6)
- Max Ernst: Beyond Painting. With other Texts by A. Breton, N. Calas, P. Eluard, G. Ribemont-Dessaignes, T. Tzara a.o. Schultz, 1948 (Documents of Modern Art, 7)
- The Dada Painters and Poets. Hrsg. Robert Motherwell. Schultz, 1948 (Documents of Modern Art, 8)
- Daniel-Henry Kahnweiler: The Rise of Cubism. Schultz, 1949 (Documents of Modern Art, 9)
- Marcel Raymond: From Baudelaire to Surrealism. Schultz, 1949 (Documents of Modern Art, 10)
- Georges Duthuit: The Fauvist (Fauves) Painters. Schultz, 1950 (Documents of Modern Art, 11)
- Carola Giedion-Welcker: Contemporary Sculpture. An Evolution in Volume and Space. Schultz, 1955 (Documents of Modern Art, 12)
- Marcel Duchamp: The Bride Stripped Bare By Her Bachelors, even; a typographic version by Richard Hamilton of Marcel Duchamps’s Green Box, translated by George Heard Hamilton. 1960 (Documents of Modern Art, 14)
- Paul Klee: Notebook 1: The Thinking Eye. Hrsg. Jürg Spiller. 1961 (Documents of Modern Art, 15)
- Kasimir Malewitsch: Essays on Art, 1915–1933. Hrsg. Troels Andersen. Schultz, 1968 (Documents of Modern Art, 16)
- Paul Klee: The Nature of Nature. Hrsg. Jürg Spiller. George Wittenborn, 1973 (Documents of Modern Art, 17)

Problems of Contemporary Art
- Wolfgang Paalen: Form and Sense. Schultz, 1945 (Problems of Contemporary Art, 1)
- Herbert Read: The Grass Roots of Art. Lectures on the Social Aspects of Art in an Industrial Age. Schultz, 1947 (Problems of Contemporary Art, 2)
- Alexander Dorner: The Way Beyond „Art“: The Work of Herbert Bayer. Schultz, 1947 (Problems of Contemporary Art, 3)
- Possibilities 1. An Occasional Review. Hrsg. John Cage (music), Pierre Chareau (architecture), Robert Motherwell (art) and Harold Rosenberg (writing). Schultz, 1947/1948 (Problems of Contemporary Art, 4)
- Georges Vantongerloo: Paintings, Sculptures, Reflections. Vorwort Max Bill. Schultz, 1948 (Problems of Contemporary Art, 5)
- Edgar Kaufmann: Taliesin Drawings. Recent Architecture of Frank Lloyd Wright. Schultz, 1952 (Problems of Contemporary Art, 6)
- Robert Sowers: The Lost Art. A Survey of One Thousand Years of Stained Glass. Schultz, 1954 (Problems of Contemporary Art, 7)